# Малеев, Владимир Петрович
Владимир Петрович Малеев (1894—1941) — советский учёный-ботаник, доктор биологических наук.

## Биография
Активно занимался исследованием растений, произрастающих на Крымском полуострове. В 1926—1930 и 1936—1937 годах работал в Никитском ботаническом саду, прошёл там путь от ассистента до заведующего отделом дикой флоры.
Им впервые были описаны можжевеловые леса, расположенные на Южном берегу Крыма, объединены в единую фитогеографическую Эвксинскую провинцию Крым, север западного Закавказья, Колхида, север Анатолия и восток Балканского полуострова. Кроме того, им была проведена большая работа по обобщению накопленных сведений о растительности Средиземноморья. Среди впервые описанных им растений Крыма — колокольчик Комарова, названный в честь ботаника Владимира Леонтьевича Комарова, с которым В. Малеев активно сотрудничал.
Являлся автором более чем 70 научных работ, в том числе был одним из соавторов фундаментального труда «Флора Крыма». Защитил диссертацию, став доктором биологических наук.
С конца 1930-х годов работал в Ленинграде, где и встретил начало Великой Отечественной войны.
После установления блокады было принято решение отправить Малеева в эвакуацию.
21 декабря 1941 года на станции Подборовье Бокситогорского района Ленинградской области он попал под вражескую бомбардировку и погиб. Похоронен в братской могиле неподалёку от станции Подборовье. Братская могила, в которой помимо Малеева захоронены жертвы других бомбардировок немецкой авиацией станции Подборовье, является памятником истории и культуры регионального значения.

## Сочинения
- Очерк растительности Пицунды / В. П. Малеев. — [Сухум, 1925]. — 13 с. ; 23 см. — Без тит. л.. — Отт. из: Известия Абхазского научного общества 1925 г. Вып. 1.
- Растительность Причерноморских стран (Эвксинской провинции Средиземноморья), её происхождение и связи [Текст] / В. П. Малеев; Акад. наук СССР. — [Москва]; [Ленинград] : тип. Акад. наук СССР, [1937] (Ленинград). — 5 с.; 21х15 см.